# Malhivern / Bòbila d'en Font
El jaciment arqueològic de Malhivern/Bòbila de Sant Font és un jaciment situat al terme municipal de La Garriga, (Vallès Oriental), inclòs a l'Inventari del Patrimoni Arqueològic i Paleontològic de Catalunya.
Es tracta d'un jaciment propi del Paleolític Superior. També presenta una ocupació durant l'època de la República Romana.

## Situació geogràfica
El jaciment de Malhivern/Bòbila de Sant Font es troba al sud-est de l'entramat urbà de la Garriga, més concretament a la ribera dreta del torrent de Malhivern, entre les cases de Can Figueres i Cal Francisquet.
Coordenades UTM: X: 441345.58 Y: 4614284.93. Altitud: 260 m

## Història de les primeres intervencions arqueològiques
Es van dur a terme unes prospeccions l'any 2008, que formaven part d'un projecte d'investigació de l'ICAC dirigit per Marta Flórez Santasusana.

## Troballes
En aquest cas, la informació que més importància (donat el volum de les troballes) va prendre va ser la del període Republicà Romà. Així doncs, del moment en la cronologia del Paleolític Superior, se'n sap ben poc: es tracta d'un jaciment sense estructures aparents i de superfície encara ara, desconeguda.
No s'ha pogut trobar res que asseguri la bona datació del jaciment que va fer en el seu moment Josep Estrada, a partir del descobriment d'un estri de sílex (un gratador) que, segons ell, pertany a l'horitzó Aurinyacià.